# Система контролю тиску при бурінні свердловин
Система контролю тиску при бурінні свердловин являє собою вторинний бар'єр, який попереджує витікання при бурінні вуглеводнів на поверхню.
Первинним бар'єром служить гідростатичний тиск, який створюється буровим розчином. Первинний бар'єр може зникнути з багатьох причин: — буріння в пластах з аномально високим пластовим тиском; — погане планування або використання робіт, в результаті чого вуглеводні проникають пласт свердловини; — інфільтрація розчину в пласт, що знижує гідростатичний тиск розчину. Це може призвести до того, що пластовий тиск буде вищим гідростатичного тиску; — забурювання і проведення робіт в свердловині, яка заповнена вуглеводневою сумішшю.
У всіх випадках система контролю тиску використовується для забезпечення безпеки робіт.
Ця система складається із трьох основних компонентів: — превенторів — штуцерної лінії і лінії глушіння свердловини; — контрольні системи.
Превентори розміщуються безпосередньо під буровою площадкою при проведенні робіт на платформі, або на морському дні при використанні напівзанурених установок і бурових суден. Вони складаються із пружнього ущільнюючого елементу і плашок. Превентори приводять в дію гідравлічним способом при допомозі емульсійної рідини і примушують працювати циліндри для відповідних плашок і пружнього ущільнюючого елементу.
У блоці превенторів є декілька бокових виходів. Вони дозволяють розчину циркулювати всередині свердловини, щоб забезпечити контроль там, де просочились вуглеводні, або знаходиться під високим тиском вода. При боротьбі із постороннім припливом в свердловину буровий розчин закачують спочатку вниз через бурильну колону, а потім вверх затрубним простором і на кінець, через знижуючий тиск клапан-глушник. Контроль отвора глушника дозволяє циркулювати любий приплив, зберігаючи при цьому загальний контроль за роботою свердловини.
Система контролю превенторів складається із цистерн-сховищ з робочою рідиною високого тиску, приладів з дистанційним управлінням і контрольними клапанами для направлення робочої рідини на виконання необхідної функції в превенторі.
Якщо і первинні (буровий розчин) і вторинні (система превенторів) механізми контролю роботи свердловини вийдуть при бурінні із ладу, то може бути викид із свердловини.

## Інтернет-ресурси
- Drilling Equipment